# بيتر كريستوفرسن
بيتر كريستوفرسن (بالنرويجية البوكمول: Peter Christophersen)‏ هو دبلوماسي وشخصية أعمال نرويجي، ولد في 28 مايو 1845 في تونسبرغ في النرويج، وتوفي في 19 أغسطس 1930 في بوينس آيرس في الأرجنتين.